# We dwoje (teleturniej)
We dwoje – polski program rozrywkowy łączący elementy teleturnieju i reality show, nadawany w telewizji TVN w latach 2002–2003. Jego prowadzącym był Piotr Szwedes.

## Charakterystyka programu
Teleturniej polegał na rywalizacji par narzeczonych (50 w pierwszej edycji, 16 w drugiej). Pary brały udział w konkurencjach sprawdzających sprawność fizyczną, inteligencję, poczucie humoru oraz znajomość siebie nawzajem. W czasie kolejnych programów eliminowano z turnieju pary, które zdobyły najmniejszą liczbę punktów. W finale o nagrody walczyły dwie pary. Nagrodą główną było 200 000 złotych, dom, samochód oraz wesele z podróżą poślubną.
Pierwszą edycję wygrała para nr 48 (Małgorzata Magdziarz i Grzegorz Nowak), zaś drugą – para nr 15 (Karolina Kowalska i Mariusz Korpalski).